# Любо-Надіївка
Лю́бо-Надіївка (до 2025 — Лю́бо-Наде́ждівка) — село в Україні, у Первозванівській сільській громаді Кропивницького району Кіровоградської області. Населення становить 41 осіб.

## Історія
05 червня 2025 року відповідно до Постанови Верховної Ради України № 4483-IX село Любо-Надеждівка було перейменовано на село Любо-Надіївка. Постанова набула чинності 18 червня 2025 року.

## Населення
Згідно з переписом УРСР 1989 року чисельність наявного населення села становила 56 осіб, з яких 30 чоловіків та 26 жінок.
За переписом населення України 2001 року в селі мешкала 41 особа.

### Мова
Розподіл населення за рідною мовою за даними перепису 2001 року:
| Мова       | Відсоток |
| ---------- | -------- |
| українська | 75,61 %  |
| російська  | 24,39 %  |

## Відомі люди
- Непоменко Федір Іванович (*11 січня 1927) — прозаїк, член Спілки письменників України (1983).